# Irles
Irles est une commune française située dans le département de la Somme, en région Hauts-de-France.

## Géographie

### Localisation

#### Communes limitrophes
|           | Achiet-le-Petit (Pas-de-Calais) |                            |
| Miraumont | Irles                           | Grévillers (Pas-de-Calais) |
|           | Pys                             |                            |

### Description
Le village se situe à une quinzaine de kilomètres au nord-est d'Albert et à une trentaine au sud d'Arras.

### Nature du sol et du sous-sol
Le sol de la commune est de nature argileuse. Le sous-sol est de nature calcaire ou caillouteuse. La craie domine dans le sud du territoire.

### Relief, paysage, végétation
Le territoire de la commune est traversé par plusieurs vallées sèches. Au sud, la plus profonde a sûrement été parcourue par un ruisseau asséché depuis longtemps. Au nord, se trouve une vallée plus étroite et au nord-ouest une troisième vallée sépare les communes d'Irles et de Miraumont.

### Hydrographie

#### Réseau hydrographique
La commune est située dans le bassin Artois-Picardie. Elle est drainée par la Fontaine et la Pys,.

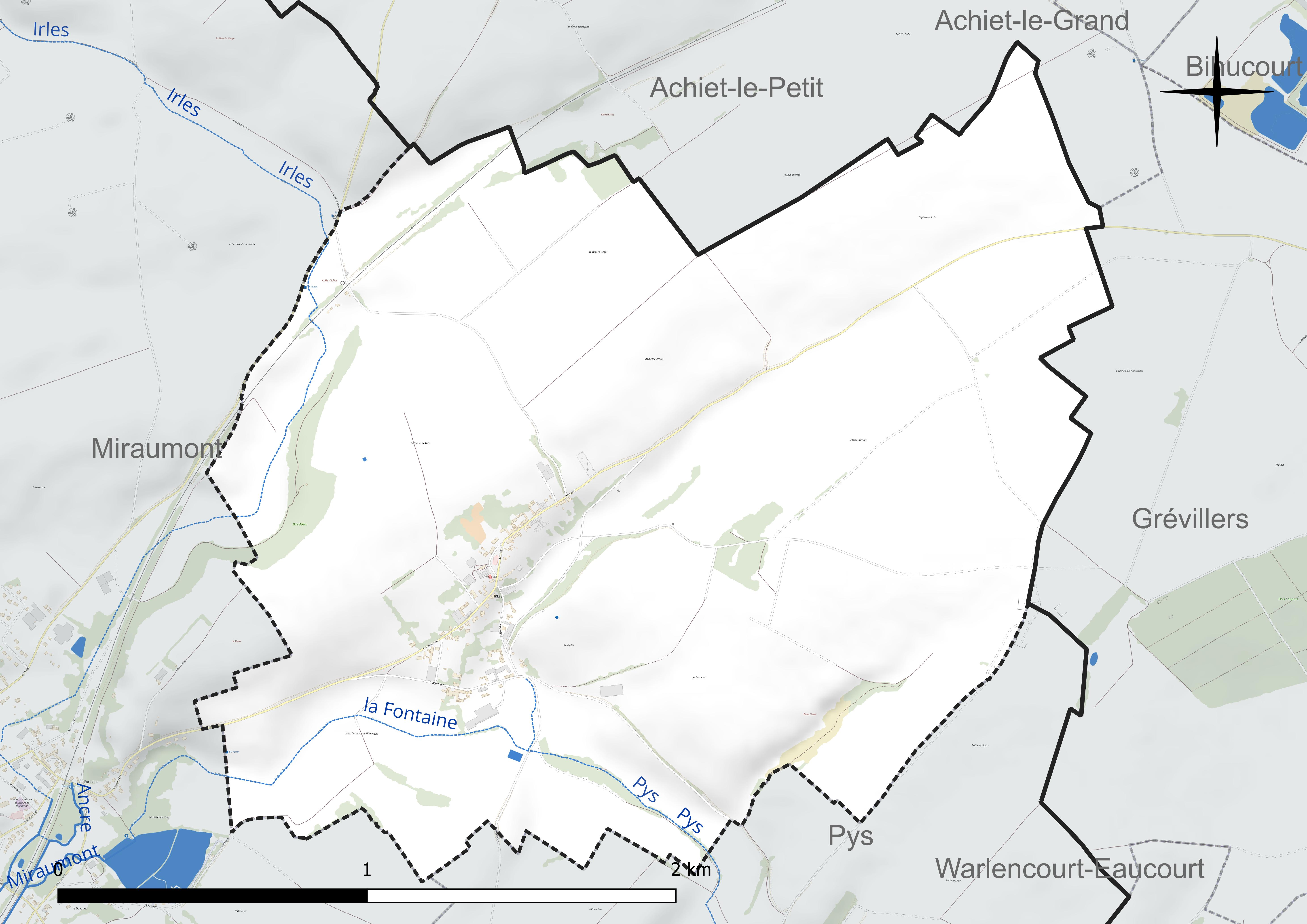
Réseau hydrographique d'Irles.

#### Gestion et qualité des eaux
Le territoire communal est couvert par le schéma d'aménagement et de gestion des eaux (SAGE) « Somme aval et Cours d'eau côtiers ». Ce document de planification concerne un territoire de 1 835 km2 de superficie, délimité par le bassin versant de la Somme canalisée. Le périmètre a été arrêté le 29 avril 2010 et le SAGE proprement dit a été approuvé le 6 août 2019. La structure porteuse de l'élaboration et de la mise en œuvre est le syndicat mixte d'aménagement hydraulique du bassin versant de la Somme (AMEVA).
La qualité des cours d'eau peut être consultée sur un site dédié géré par les agences de l'eau et l'Agence française pour la biodiversité.

### Climat
Pour des articles plus généraux, voir Climat des Hauts-de-France et Climat de la Somme.
En 2010, le climat de la commune est de type climat océanique dégradé des plaines du Centre et du Nord, selon une étude du CNRS s'appuyant sur une série de données couvrant la période 1971-2000. En 2020, Météo-France publie une typologie des climats de la France métropolitaine dans laquelle la commune est exposée à un climat océanique et est dans la région climatique Nord-est du bassin Parisien, caractérisée par un ensoleillement médiocre, une pluviométrie moyenne régulièrement répartie au cours de l'année et un hiver froid (3 °C).
Pour la période 1971-2000, la température annuelle moyenne est de 10,3 °C, avec une amplitude thermique annuelle de 14,4 °C. Le cumul annuel moyen de précipitations est de 794 mm, avec 12,2 jours de précipitations en janvier et 9 jours en juillet. Pour la période 1991-2020, la température moyenne annuelle observée sur la station météorologique la plus proche, située sur la commune de Méaulte à 15 km à vol d'oiseau, est de 10,7 °C et le cumul annuel moyen de précipitations est de 730,3 mm,. Pour l'avenir, les paramètres climatiques de la commune estimés pour 2050 selon différents scénarios d'émission de gaz à effet de serre sont consultables sur un site dédié publié par Météo-France en novembre 2022.

## Urbanisme

### Typologie
Au 1er janvier 2024, Irles est catégorisée commune rurale à habitat dispersé, selon la nouvelle grille communale de densité à sept niveaux définie par l'Insee en 2022.
Elle est située hors unité urbaine et hors attraction des villes,.

### Occupation des sols
L'occupation des sols de la commune, telle qu'elle ressort de la base de données européenne d'occupation biophysique des sols Corine Land Cover (CLC), est marquée par l'importance des territoires agricoles (100 % en 2018), une proportion identique à celle de 1990 (100 %). La répartition détaillée en 2018 est la suivante : 
terres arables (95,1 %), zones agricoles hétérogènes (4,9 %). L'évolution de l'occupation des sols de la commune et de ses infrastructures peut être observée sur les différentes représentations cartographiques du territoire : la carte de Cassini (XVIIIe siècle), la carte d'état-major (1820-1866) et les cartes ou photos aériennes de l'IGN pour la période actuelle (1950 à aujourd'hui).

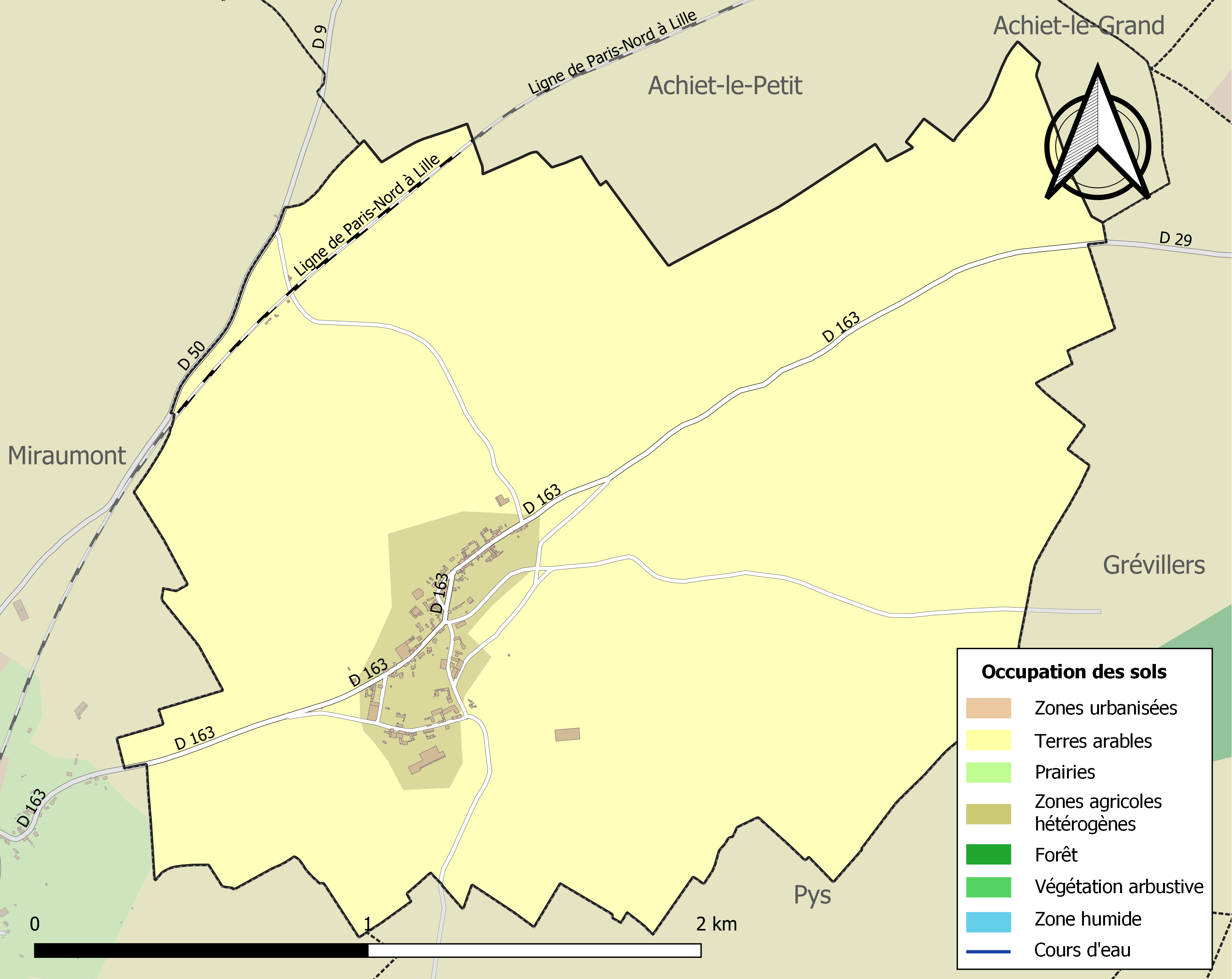
Carte des infrastructures et de l'occupation des sols de la commune en 2018 (CLC).

### Habitat
La commune d'Irles possède un habitat groupé en une seule agglomération. Le village fut totalement détruit pendant la Grande Guerre et fut reconstruit pendant l'entre-deux-guerres.

## Toponymie
On trouve plusieurs formes pour désigner Irles dans les textes anciens : Irium en 1081 ; Illes en 1532 ; Irle entre 1507 et 1665 ; Yrles en 1567 ; Irles en 1633.
C'est un toponyme qui vient du latin insula. On lui donne généralement le sens de « terre fertile près d'une rivière », on y voit, du moins au pluriel, des îlots d'habitation, un ensemble de hameaux.

## Histoire

### Antiquité
Au sud-est de la commune ont été mis au jour, au XIXe siècle, les vestiges d'une nécropole gallo-romaine avec des armes, des monnaies, des bijoux et des poteries.

### Moyen Âge
Il y a fort peu de traces sur l'histoire de la commune pendant l'époque médiévale. On sait par les textes qu'Irles appartenait au comte de Vermandois.
En 1081, dans son testament, Sohier de Vermandois lègue à son fils Hugues, la terra de Irio (Irles).
Il n'y eut pas au Moyen Âge de seigneur portant le nom d'Irles.
En 1142, Alvise, évêque d'Arras, concède à l'Abbaye Notre-Dame d'Eaucourt, qui possédait déjà la première moitie de l'autel d'lrles, l'autre moitié de cet autel. C'est-à-dire que l'abbaye était non seulement seigneur, mais aussi curés primitifs de l'église et patron collateur de la paroisse du village. Le droit de patronage (possibilité de présenter à l'évêque, pour qu'il l'ordonne, le desservant d'une église) lui appartenait donc, ainsi qu'une part dans les dîmes et revenus de l'autel

### Époque moderne
Au XVIe siècle, la terre d'Irles dépend pour partie de l'abbaye d'Eaucourt, de la famille de Vaulx et de la famille de Miraumont.
À la fin du XVIIe siècle, avec le retour de la paix, l'église d'Irles est reconstruite.

### Époque contemporaine
Le village est totalement détruit pendant la Grande Guerre, au cours de la bataille de la Somme.

## Politique et administration

### Intercommunalité
La commune fait partie de la communauté de communes du Pays du Coquelicot.

### Liste des maires
| Période                                  | Période                      | Identité       | Étiquette | Qualité     |
| ---------------------------------------- | ---------------------------- | -------------- | --------- | ----------- |
| Les données manquantes sont à compléter. |                              |                |           |             |
| 1989                                     | juillet 2020                 | Hubert Macron  |           |             |
| juillet 2020                             | En cours (au 5 juillet 2020) | Régis Philippe |           | Agriculteur |

## Population et société
Les habitants s'appellent des Irlois(es).

### Démographie
L'évolution du nombre d'habitants est connue à travers les recensements de la population effectués dans la commune depuis 1793. Pour les communes de moins de 10 000 habitants, une enquête de recensement portant sur toute la population est réalisée tous les cinq ans, les populations de référence des années intermédiaires étant quant à elles estimées par interpolation ou extrapolation. Pour la commune, le premier recensement exhaustif entrant dans le cadre du nouveau dispositif a été réalisé en 2008.

En 2022, la commune comptait 120 habitants, en évolution de +12,15 % par rapport à 2016 (Somme : −1,26 %, France hors Mayotte : +2,11 %).
| 1793 | 1800 | 1806 | 1821 | 1831 | 1836 | 1841 | 1846 | 1851 |
| ---- | ---- | ---- | ---- | ---- | ---- | ---- | ---- | ---- |
| 404  | 404  | 408  | 432  | 445  | 415  | 429  | 421  | 422  |

| 1856 | 1861 | 1866 | 1872 | 1876 | 1881 | 1886 | 1891 | 1896 |
| ---- | ---- | ---- | ---- | ---- | ---- | ---- | ---- | ---- |
| 424  | 443  | 420  | 378  | 344  | 323  | 311  | 294  | 292  |

| 1901 | 1906 | 1911 | 1921 | 1926 | 1931 | 1936 | 1946 | 1954 |
| ---- | ---- | ---- | ---- | ---- | ---- | ---- | ---- | ---- |
| 279  | 276  | 245  | 173  | 179  | 202  | 192  | 178  | 194  |

| 1962 | 1968 | 1975 | 1982 | 1990 | 1999 | 2006 | 2008 | 2013 |
| ---- | ---- | ---- | ---- | ---- | ---- | ---- | ---- | ---- |
| 167  | 135  | 129  | 120  | 113  | 104  | 113  | 117  | 104  |

| 2018 | 2022 | - | - | - | - | - | - | - |
| ---- | ---- | - | - | - | - | - | - | - |
| 120  | 120  | - | - | - | - | - | - | - |

## Économie

### Activités économiques et de services
L'agriculture reste l'activité dominante de la commune.

## Culture locale et patrimoine

### Lieux et monuments
- L'Église Saint-Martin d'Irles[27].

- Chapelle route de Miraumont. Elle remplace une chapelle dédiée à Notre-dame de Lorette, depuis 1912[28].

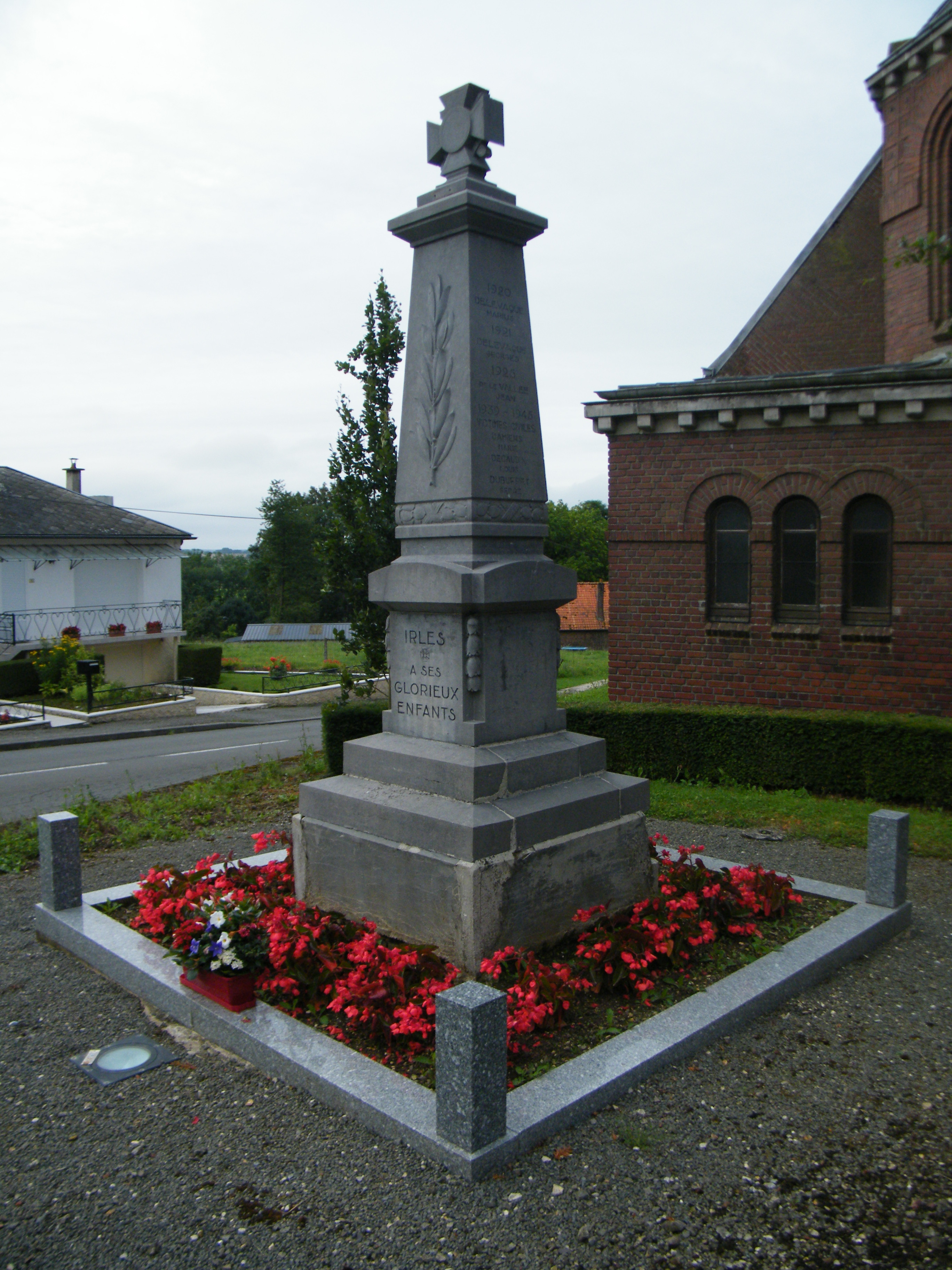
Monument aux morts.
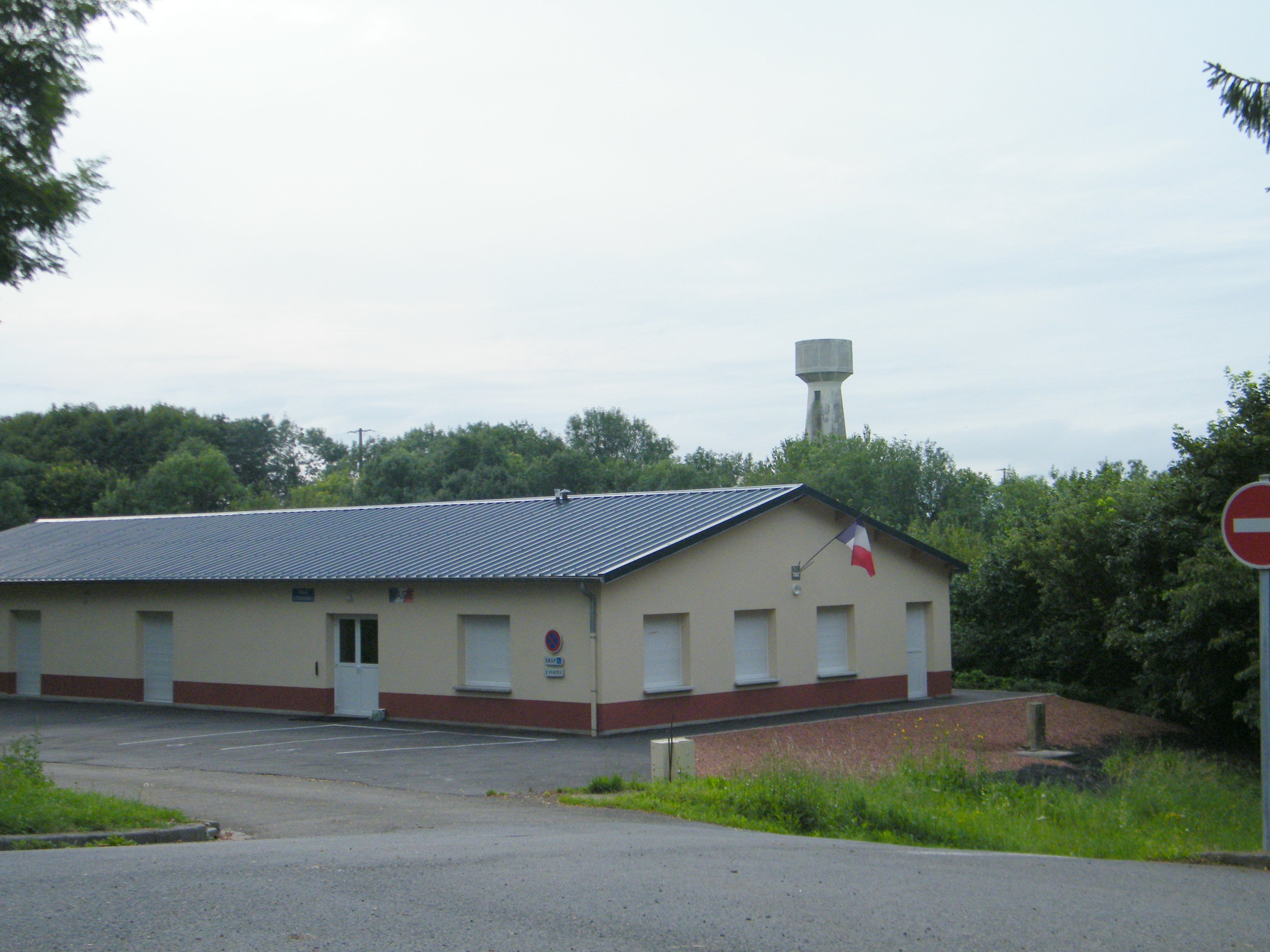
Salle communale.
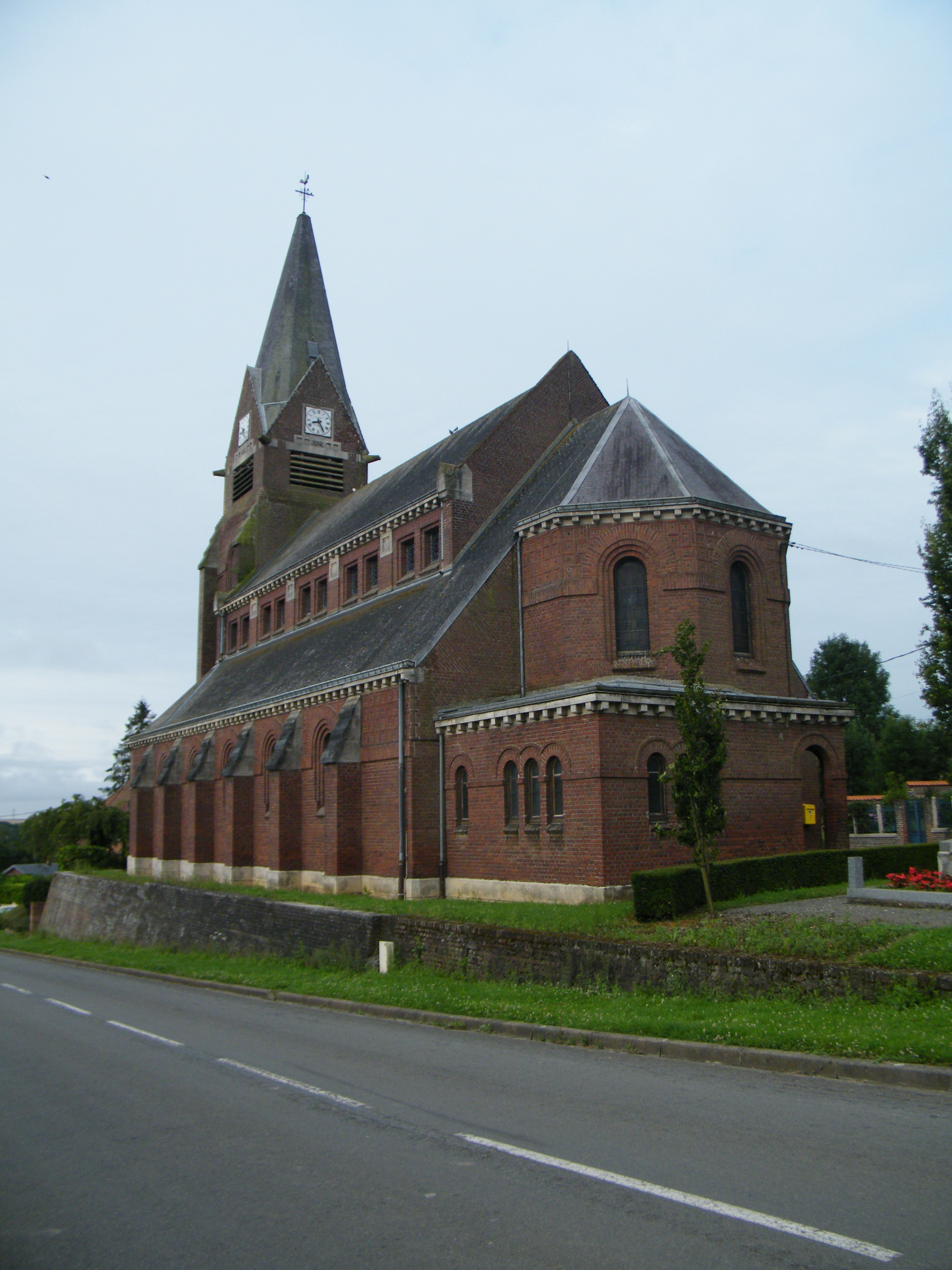
Autre vue de Saint-Martin.

### Personnalités liées à la commune
Aucune personnalité marquante n'est liée à la commune.